# Playfairita
La playfairita és un mineral de la classe dels sulfurs. Rep el seu nom en honor de John Playfair (1748-1819) científic, matemàtic, físic i geòleg escocès, professor de matemàtiques i història hatural a la Universitat d'Edimburg (1785-1819). Conegut pel seu treball pioner sobre la geomorfologia i per la seva explicació de la Teoria de la Terra de James Hutton.

## Característiques
La playfairita és un sulfur de fórmula química Pb16(Sb,As)19S44Cl. Va ser aprovada com a espècie vàlida per l'Associació Mineralògica Internacional l'any 1966. Cristal·litza en el sistema monoclínic. La seva duresa a l'escala de Mohs es troba entre 3,5 i 4.
Segons la classificació de Nickel-Strunz, la playfairita pertany a «02.LB - Sulfosals sense classificar, amb Pb essencial» juntament amb els següents minerals: miharaïta, ardaïta, launayita, madocita, sorbyita, sterryita, larosita, petrovicita, mazzettiïta i crerarita.

## Formació i jaciments
Va ser descoberta l'any 1966 a Taylor Pit, Huntingdon, a l'àrea de Madoc del comtat de Hastings, Ontario (Canadà). També ha estat descrita a la mina Les Cougnasses, a Orpierre (Provença – Alps – Costa Blava, França), al dipòsit d'antimoni i mercuri de Khaidarkan (Província d'Oix, Kirguizstan) i al districte del riu Reese, al comtat de Lander (Nevada, Estats Units).